# Гайзинген
Гайзинген (нем. Geisingen) — город в Германии, в земле Баден-Вюртемберг. 
Подчинён административному округу Фрайбург. Входит в состав района Тутлинген. С пригородами Аульфинген, Гутмадинген, Кирхен-Хаузен и Ляйпфенрдинген население составляет 6078 человек (на 31 декабря 2008 года). Занимает площадь 73,74 км². Официальный код — 08 3 27 018.
Впервые населенный пункт с названием Гайзинген упоминается в 764 году в грамоте монастыря Св. Галлена, в 1329 году впервые упомянут как город.
В 16 веке, в период между Крестьянской войной в Германии и Тридцатилетней войной город был резиденцией князей Фюстенберг (нем. Fürstenberg). В этот период город достиг наибольшего расцвета.
В 1632 году Швеция захватила Гайзинген, после чего начался постепенный упадок города. В 1806 году включен в состав герцогства Баден, а в 1921 году лишен статуса города, который был возвращен в 1956 году.
Гайзинген находится на пересечении автострад А81 (Штутгарт—Зинген) и А31 (Ульм—Фрайбург).
Основная отрасль промышленности в Гайзингене — производство медицинских и хирургических инструментов.